# Reality Fighters
Reality Fighters est un jeu vidéo de combat en développement sur PlayStation Vita. Il est développé par Novarama et édité par Sony.

## Accueil
- Famitsu : 28/40[1]